# Noah Boschung
Noah Boschung (* 19. November 2001) ist ein Schweizer Unihockeyspieler, welcher beim Nationalliga-A-Verein Ad Astra Sarnen unter Vertrag steht.

## Karriere
Noah Boschung stiess 2011 von vom STV Giswil Dragons zu Ad Astra Sarnen. Er debütierte während der Saison 2018/19 für die erste Mannschaft der Obwaldner. Aufgrund einer hartnäckigen Verletzung verpasste Boschung ein Grossteil der Nationalliga-A-Saison 2019/20. Er absolvierte in der ersten Saison in der höchsten Schweizer Spielklasse lediglich 11 Partien.